# Nautikos Omilos Vouliagmenīs
Il Nautikos Omilos Vouliagmenīs è una società polisportiva greca, fondata nel 1937 da appassionati locali nella cittadina di Vouliagmenī, a sud di Atene.

## Attività
Il club possiede un porto turistico, una scuola di sci nautico, vele da competizione, una piscina all'aria aperta e riscaldata, due spiagge rocciose, sale di soggiorno per i soci, sale conferenze e di lettura, pronto soccorso, una palestra e un ristorante di lusso.
La piscina è utilizzata per le attività di nuoto, nuoto pinnato, nuoto sincronizzato e pallanuoto, in ambito professionistico e non.

## Pallanuoto
A livello internazionale il club è noto principalmente per la sua sezione pallanotistica, sia in ambito femminile che maschile, grazie ai suoi numerosi successi non solo a livello nazionale ma anche europeo. I maggiori successi si sono tuttavia ottenuti grazie alla squadra femminile che, con i dodici titoli nazionali conquistati, risulta essere la seconda squadra più titolata della Grecia dietro all'Olympiakos.
In ambito maschile, invece, risulta essere una delle uniche quattro squadre ad essere riuscite a rompere il dominio incontrastato di Ethnikos e Olympiakos, vincendo quattro titoli nazionali, il primo dei quali nel 1991.
A livello continentale il club è rimasto in evidenza grazie alle due Champions Cup conquistate dalla squadra femminile nel 2009 e nel 2010 (a cui si aggiungono altre tre finali perse fra il 2008 e il 2014) e la vittoria in Coppa LEN nel 2003, torneo nel quale ha disputato anche altre due finali nel 2004 e nel 2015. 
L'unico successo europeo maschile è datato 1997, quando il Vouliagmenīs conquistò la defunta LEN Cup Winners' Cup, competizione destinata alle squadre vincitrici delle rispettive coppe nazionali; nel 2003 disputò la finale di Coppa LEN.

## Stemma
Lo stemma del club raffigura il disegno di un'ancora blu posta al centro di un salvagente circolare bianco bordato di blu, con otto strisce rosse, che ospita la dicitura "Nautikos Omilos Vouliagmenīs 1937" in blu. I colori blu, bianco e rosso sono infatti i colori sociali del club.

## Rosa maschile 2023-2024
| N° |                   | Ruolo | Giocatore                |
| -- | ----------------- | ----- | ------------------------ |
|    | Grecia (bandiera) | P     | Panagiotis Tzortzatos    |
|    | Grecia (bandiera) | P     | Emmanouil Andreadis      |
|    | Grecia (bandiera) |       | Nikolaos Aleyras         |
|    | Grecia (bandiera) |       | Konstantinos Belesis     |
|    | Grecia (bandiera) |       | Dimitrios Chatzis        |
|    | Grecia (bandiera) |       | Panagiotis Damdimopoulos |
|    | Grecia (bandiera) |       | Vasielios Dritsas        |
|    | Grecia (bandiera) |       | Nikolaos Giannatos       |
|    | Grecia (bandiera) |       | Efstathios Karagiannis   |
|    | Grecia (bandiera) |       | Athanasios Kastrinakis   |
|    | Grecia (bandiera) |       | Eleftherios Legakis      |
|    | Grecia (bandiera) |       | Christos Levantis        |
|    | Grecia (bandiera) |       | Anastasios Sapounakis    |

| N° |                        | Ruolo | Giocatore                 |
| -- | ---------------------- | ----- | ------------------------- |
|    | Grecia (bandiera)      |       | Gerasimos Spiliopoulos    |
|    | Grecia (bandiera)      |       | Aristeidis Chalyvopoulos  |
|    | Grecia (bandiera)      |       | Semir Spachits            |
|    | Grecia (bandiera)      |       | Efstathios Kalogeropoulos |
|    | Grecia (bandiera)      |       | Andreas Almyras           |
|    | Serbia (bandiera)      |       | Nemanja Ubović            |
|    | Grecia (bandiera)      |       | Nikolaos Papasifakis      |
|    | Stati Uniti (bandiera) |       | Dylan Woodhead            |
|    | Grecia (bandiera)      |       | Nikolaos Kastrinakis      |
|    | Grecia (bandiera)      |       | Marios Kapotsis           |
|    | Grecia (bandiera)      |       | Nikolaos Kourouvanis      |
|    | Grecia (bandiera)      |       | Thomas Kostantoupoulos    |

## Rosa femminile 2023-2024
| N° |                        | Ruolo | Giocatore                |
| -- | ---------------------- | ----- | ------------------------ |
|    | Grecia (bandiera)      | P     | Marina Kotsioni          |
|    | Grecia (bandiera)      | P     | Chrysoula Diamantopoulou |
|    | Grecia (bandiera)      |       | Stamatina Kaiafa         |
|    | Grecia (bandiera)      |       | Despoina Kalogeropoulou  |
|    | Grecia (bandiera)      |       | Eleni Elleniadi          |
|    | Grecia (bandiera)      |       | Athina Giannopoulou      |
|    | Australia (bandiera)   |       | Amy Ridge                |
|    | Paesi Bassi (bandiera) |       | Brigitte Sleeking        |
|    | Grecia (bandiera)      |       | Maria Patra              |
|    | Grecia (bandiera)      |       | Nefeli Krassa            |

| N° |                        | Ruolo | Giocatore                         |
| -- | ---------------------- | ----- | --------------------------------- |
|    | Grecia (bandiera)      |       | Kyriaki Stratidaki                |
|    | Grecia (bandiera)      |       | Despoina Andreadi                 |
|    | Paesi Bassi (bandiera) |       | Kitty-Lynn Joustra                |
|    | Grecia (bandiera)      |       | Foivi Angelidi                    |
|    | Grecia (bandiera)      |       | Emmanouela Paraskevi Kapetopoulou |
|    | Grecia (bandiera)      |       | Ilia Lagou                        |
|    | Grecia (bandiera)      |       | Faidra Christina Loupaki          |
|    | Grecia (bandiera)      |       | Maria Mimidi                      |
|    | Grecia (bandiera)      |       | Theodora Sakaloglou               |
|    | Grecia (bandiera)      |       | Eleni Valvi                       |

## Palmarès

### Settore maschile

#### Trofei nazionali
- Campionato greco: 4

1991, 1997, 1998, 2012
- Coppa di Grecia: 4

1996, 1999, 2012, 2017
- Supercoppa di Grecia: 1

1996

#### Trofei internazionali
- Coppa delle Coppe: 1

1997

### Settore femminile

#### Trofei nazionali
- Campionato greco: 12

1991, 1993, 1994, 1997, 2003, 2005, 2006, 2007, 2010, 2012, 2013, 2025
- Coppa di Grecia: 1

2019

#### Trofei internazionali
- LEN Champions Cup: 1

2009, 2010
- Coppe LEN: 1

2003
- Supercoppa LEN: 2

2009, 2010